# Dół międzykonarowy

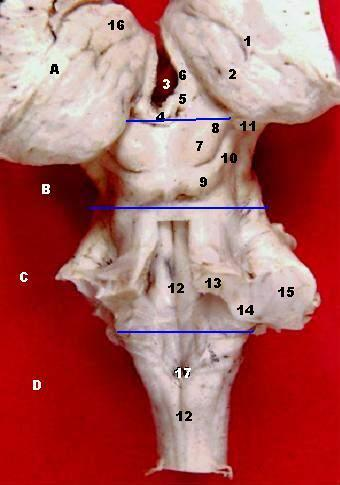
Dolna część mózgowia człowieka: A: wzgórze, B: śródmózgowie, C: most, D: rdzeń przedłużony
1) taśma naczyniówkowa (i bocznie: blaszka przytwierdzona, prążek krańcowy)
2) wzgórze, poduszka wzgórza
3) (komora trzecia)
4) szyszynka
5) uzdeczka
6) prążek rdzenny wzgórza
7) wzgórek górny
8) ramię wzgórka górnego
9) wzgórek dolny
10) ramię wzgórka dolnego
11) ciało kolankowate przyśrodkowe
12) bruzda graniczna
13) konar górny móżdżku
14) konar dolny móżdżku
15) konar środkowy móżdżku
16) guzek przedni wzgórza
17) zasuwka, pole najdalsze

Dół międzykonarowy (łac. fossa interpeduncularis) – w anatomii człowieka struktura w obrębie śródmózgowia (ośrodkowy układ nerwowy).
Dół międzykonarowy znajduje się pomiędzy odnogami mózgu, przebiegającymi pomiędzy półkulami mózgu a górnym brzegiem mostu. Z przodu dół międzykonarowy odgraniczony jest poprzez ciała suteczkowate. Od strony tylno-dolnej odgraniczenie stanowi górny brzeg mostu.
W obrębie dołu międzykonarowego wyróżnić można mniejsze struktury. W jego przedniej części znajduje się zachyłek przedni (recessus anterior), niewielkiej wielkości. Wchodzi on od strony tylnej pomiędzy ciała suteczkowate. Również w tylnej części dołu międzykonarowego znajduje się niewielki zachyłek: zachyłek tylny (recessus posterior). Przykrywa go wypukły brzeg górny mostu. Inną strukturą tej okolicy jest istota dziurkowana tylna (substantia perforata posterior). Jej nazwa bierze się od licznych naczyń krwionośnych, przechodzących przez wspomnianą strukturę. Znajduje się ona w głębi dołu międzykonarowego. Od odnogi mózgu oddziela ją bruzda przyśrodkowa odnogi mózgu (sulcus medialis cruris cerebri). Istota dziurkowata tylna przyjmuje kształt trójkątny bądź czworokątny. W jego płaszczyźnie pośrodkowej leży bruzda, która dzieli istotę dziurkowatą tylną na połowy lewą i prawą.